# Азиз, Дэн
Дэн Азиз (англ. Dan Azeez, род. 30 августа 1989, Лондон, Великобритания) — британский профессиональный боксёр, выступающий в полутяжелой весовой категории. Обладатель чемпионского титула Британского боксерского совета (British Boxing Board of Control) (2019—2024), Боксерского совета Содружества (Commonwealth Boxing Council) (2022—2024) и титула чемпиона Европы по версии Европейского боксёрского союза (European Boxing Union) (2023—2024).

## Биография
Дэн Азиз родился 30 августа 1990, в Лондоне, начал любительскую карьеру во время учебы в Университете Эссекса под руководством Гордона Чарльзворта в клубе бокса в Колчестере.

## Профессиональная карьера
В декабре 2017 года Азиз дебютировал в профессионалах против Даниэля Борисова в Брентвуд-центре в Эссексе, победив по очкам.

### Бой с Джошуа Буатси
3 февраля 2024 года потерпел первое поражжение в профессиональной карьеое в бою с соотнчественником Джошуа Буатси. С первых минут поединок был конкурентным. Буатси использовал джебы и контролировал дистанцию, в то время как Азиз успешно двигался и контратаковал на средней и ближней дистанции. Третий раунд стал особенно напряжённым, когда Буатси инициировал обмен ударами, демонстрируя свою ударную мощь.
В пятом раунде Азиз пропустил два левых хука и, пытаясь отыграться, нарвался на правый контрбоковой.
В одиннадцатом раунде Азиз поскользнулся и оказался на полу, что рефери зафиксировал как нокдаун. В последнем раунде Буатси продолжал доминировать, нанося опасные удары, но не стал добивать своего соперника, с которым его связывают дружеские отношения и общие спарринги.
Буатси одержал уверенную победу и стал официальным претендентом на титул WBA. Счёт судей: 116-110, 117-109, 117-109.

### Бой с Хрвойе Сепом
15 июня 2024 года в Лондоне провёл бой с хорватским боемёром Хрвойе Сепом в андеркарде главного поединка Крис Биллам-Смит —  Ричард Риакпоре. Хрвойе Сеп взял инициативу в свои руки, диктуя условия боя. Он навязал жесткую борьбу в инфайтинге, пытаясь физически переработать соперника. На протяжении поединка Сеп демонстрировал уверенность, нанося точные удары и явно выглядел более собранным. Однако несмотря на хорошую технику, его удары не обладали достаточной мощью, чтобы завершить бой досрочно или нанести серьезный урон оппоненту. Резульат боя — ничья.

### Бой с Льюисом Эдмондсоном
19 октября 2024 года в Лондоне проиграл решением большинства судей соотнчественнику Льюису Эдмондсону. Счёт судей: 114-114, 114-113, 115-112.

## Статистика профессиональных боёв
В таблице перечислены результаты всех поединков боксёров.
В каждой строке указан результат поединка. Дополнительно номер поединка обозначен цветом, который обозначает итог поединка. Расшифровка обозначений и цветов представлена в нижеследующей таблице.
| Пример | Расшифровка                     |
| ------ | ------------------------------- |
|        | Победа                          |
|        | Ничья                           |
|        | Поражение                       |
|        | Планируемый поединок            |
|        | Поединок признан несостоявшимся |
| КО     | Нокаут                          |
| ТКО    | Технический нокаут              |
| PTS    | Решение судей (по очкам)        |
| UD     | Единогласное решение судей      |
| MD     | Решение большинства судей       |
| SD     | Раздельное решение судей        |
| RTD    | Отказ от продолжения боя        |
| DQ     | Дисквалификация                 |
| NC     | Поединок признан несостоявшимся |

| 24 поединка, 21 победа (13 нокаутом), 2 поражения, 1 ничья. | 24 поединка, 21 победа (13 нокаутом), 2 поражения, 1 ничья. | 24 поединка, 21 победа (13 нокаутом), 2 поражения, 1 ничья. | 24 поединка, 21 победа (13 нокаутом), 2 поражения, 1 ничья. | 24 поединка, 21 победа (13 нокаутом), 2 поражения, 1 ничья. | 24 поединка, 21 победа (13 нокаутом), 2 поражения, 1 ничья. | 24 поединка, 21 победа (13 нокаутом), 2 поражения, 1 ничья. |
| Бой                                                         | Рекорд                                                      | Дата                                                        | Соперник                                                    | Место боя                                                   | Результат                                                   | Данные о бое |
| ----------------------------------------------------------- | ----------------------------------------------------------- | ----------------------------------------------------------- | ----------------------------------------------------------- | ----------------------------------------------------------- | ----------------------------------------------------------- | --- |
| 24                                                          | 21-2-1                                                      | 24 апреля 2025                                              | Бахадур Карами (4-28-4)                                     | Radisson Blu Hotel, Глазго, Великобритания                  | PTS 6                                                       | Счёт судей: 60-54. |
| 23                                                          | 20-2-1                                                      | 19 октября 2024                                             | Льюис Эдмондсон (9-0)                                       | Copper Box Arena, Лондон, Великобритания                    | MD 12                                                       | Бой за вакантные титулы Британского боксерского совета (BBBofC) и Боксерского совета Содружеств (Commonwealth Boxing Council) в полутяжелом весе. Счёт судей: 114-114, 113-114, 112-115.                                |
| 22                                                          | 20-1-1                                                      | 15 июня 2024                                                | Хрвойе Сеп (12-2)                                           | Селхерст Парк, Лондон, Великобритания                       | PTS 8                                                       | Счёт судьи: 76-76. |
| 21                                                          | 20-1                                                        | 3 февраля 2024                                              | Джошуа Буатси (17-0)                                        | Стадион Уэмбли, Лондон, Великобритания                      | UD 12                                                       | Бой за титул обязательного претендента на титул WBA в полутяжелом весе. Азиз два раза в нокдауне в 11-м раунде. Счёт судей: 116-110 и 117-109 (дважды).                                                                 |
| 20                                                          | 20-0                                                        | 15 июля 2023                                                | Халид Граидия (10-11-4)                                     | Teatro Maggiore, Вербания, Италия                           | PTS 8                                                       | |
| 19                                                          | 19-0                                                        | 11 марта 2023                                               | Томас Фаре (21-4-1)                                         | Le Zénith Paris, Париж, Франция                             | TKO 12 (12)                                                 | Завоевал титул чемпиона Европы по версии EBU в полутяжелом весе. |
| 18                                                          | 18-0                                                        | 17 декабря 2022                                             | Рокки Филдинг (30-2)                                        | Bournemouth International Centre, Борнмут, Великобритания   | TKO 8 (12), 2:05                                            | Защитил чемпионский титул Британского боксерского совета (British Boxing Board of Control) в полутяжелом весе. Выиграл вакантный титул Боксерского совета Содружества (Commonwealth Boxing Council) в полутяжелом весе. |
| 17                                                          | 17-0                                                        | 3 сентября 2022                                             | Шакан Питтерс (17-1)                                        | M&S Bank Arena, Ливерпуль, Великобритания                   | UD 12                                                       | Защитил чемпионский титул Британского боксерского совета (British Boxing Board of Control) в полутяжелом весе. Счёт судей: 117-112, 115-113, 117-111.                                                                   |
| 16                                                          | 16-0                                                        | 26 марта 2022                                               | Рис Кэтрайт (23-2)                                          | Стадион Уэмбли, Лондон, Великобритания                      | TKO 8 (10), 1:32                                            | |
| 15                                                          | 15-0                                                        | 20 ноября 2021                                              | Хоси Бертон (26-2)                                          | The SSE Arena, Уэмбли, Лондон, Великобритания               | KO 3 (6), 2:05                                              | Выиграл вакантный чемпионский титул Британского боксерского совета (British Boxing Board of Control) в полутяжелом весе.                                                                                                |
| 14                                                          | 14-0                                                        | 25 сентября 2021                                            | Иво Зедничек (2-6)                                          | Corn Exchange, Бедфорд, Великобритания                      | KO 3 (6), 2:05                                              | |
| 13                                                          | 13-0                                                        | 17 апреля 2021                                              | Рики Саммерс (17-2-1)                                       | Bolton Stadium Hotel, Болтон, Великобритания                | SD 10                                                       | Защитил титул чемпиона Англии в полутяжелом весе. Счёт судей: 95-97, 96-94, 97-93. |
| 12                                                          | 12-0                                                        | 2 сентября 2020                                             | Андре Стерлинг (11-2)                                       | Production Park Studios, South Kirkby, Великобритания       | TKO 9 (10), 1:59                                            | Защитил титул чемпиона Англии в полутяжелом весе. |
| 11                                                          | 11-0                                                        | 14 декабря 2019                                             | Лоуренс Осуэке (9-0-1)                                      | Brentwood Centre, Брентвуд, Великобритания                  | UD 10                                                       | Выиграл вакантный титул чемпиона Англии в полутяжелом весе. Счёт судей: 98-93, 98-92, 99-91. |
| 10                                                          | 10-0                                                        | 9 ноября 2019                                               | Эдгарс Снедзе (6-28)                                        | Йорк-холл, Лондон, Великобритания                           | TKO 5 (6), 1:21                                             | |
| 9                                                           | 9-0                                                         | 20 июля 2019                                                | Чарли Даффилд (7-1)                                         | O2 Арена, Лондон, Великобритания.                           | TKO 6 (10), 2:49                                            | |
| 8                                                           | 8-0                                                         | 26 апреля 2019                                              | Йосип Перкович (5-8-1)                                      | Йорк-холл, Лондон, Великобритания                           | TKO 4 (8), 3:00                                             | |
| 7                                                           | 7-0                                                         | 22 февраля 2019                                             | Станислав Эшнер (11-11-1)                                   | Йорк-холл, Лондон, Великобритания                           | TKO 5 (6), 1:58                                             | |
| 6                                                           | 6-0                                                         | 26 октября 2018                                             | Чарльз Адаму (32-11)                                        | Йорк-холл, Лондон, Великобритания                           | PTS 6                                                       | Счёт судьи: 60-55. |
| 5                                                           | 5-0                                                         | 13 июля 2018                                                | Адам Джонс (8-34-6)                                         | Йорк-холл, Лондон, Великобритания                           | PTS 4                                                       | Счёт судьи: 39-38. |
| 4                                                           | 4-0                                                         | 26 мая 2018                                                 | Евгений Андреев (10-96-3)                                   | The Corn Exchange, Ипсуич, Великобритания                   | TKO 1 (4), 2:49                                             | |
| 3                                                           | 3-0                                                         | 28 апреля 2018                                              | Ричард Харрисон (2-28)                                      | Brentwood Centre, Брентвуд, Великобритания                  | TKO 3 (4), 1:26                                             | |
| 2                                                           | 2-0                                                         | 3 марта 2018                                                | Крейг Николсон (4-0)                                        | Brentwood Centre, Брентвуд, Великобритания                  | TKO 4 (4), 1:52                                             | |
| 1                                                           | 1-0                                                         | 2 декабря 2017                                              | Даниэль Борисов (6-20-2)                                    | Brentwood Centre, Брентвуд, Великобритания                  | PTS 4                                                       | Профессиональный дебют. |
| Бой                                                         | Рекорд                                                      | Дата                                                        | Соперник                                                    | Место боя                                                   | Результат                                                   | Данные о бое |